# Acrocercops niphocremna
Acrocercops niphocremna är en fjärilsart som beskrevs av Edward Meyrick 1932. Acrocercops niphocremna ingår i släktet Acrocercops och familjen styltmalar. Inga underarter finns listade i Catalogue of Life.